# Tasha Steelz
Latasha Harris (ur. 3 kwietnia 1988 w Bloomfield) – amerykańska wrestlerka, występująca pod pseudonimem ringowym Tasha Steelz. W 2020 podpisała kontrakt zawodniczy z Impact Wrestling. Jest jednokrotną posiadaczką tytułu Impact Knockouts World Championship. Wspólnie z Kierą Hogan zdobyły dwukrotnie Impact Knockouts Tag Team Championship w drużynie zwanej Fire and Flava. Rywalizowała również w National Wrestling Alliance (NWA) i Ring of Honor (ROH).

## Mistrzostwa i osiągnięcia
- Battle Club Pro
  - BCP ICONS Championship (2x)[7]
- Chaotic Wrestling
  - Chaotic Wrestling Women’s Championship (2x)[7]
- Impact Wrestling
  - Impact Knockouts World Championship (1x)
  - Impact Knockouts Tag Team Championship (2x) – z Kierą Hogan
  - Turniej o Impact Knockouts Tag Team Championship (2020-21) – z Kierą Hogan[8]
- Independent Wrestling Federation
  - IWF Women’s Championship (1x)[7]
- Pro Wrestling Illustrated
  - PWI umieściło ją na 67. miejscu rankingu wrestlerek PWI Top 100 w 2020[9]
- Synergy Pro Wrestling
  - Women’s Garden State Invitational (2020)[8]